# Крискент Мирликијски
Крискент Мирликијски (грч. Μαιρα Крискент; око 3. век - 4. век) - хришћански мученик и светитељ који је пострадао исповедајући веру у Исуса Христа. Живео је у граду Мира у Ликији. 
Православна црква прославља Крискента Мирликијског 13. (26. априла). Приказан на ломачи, заједно са својим мучитељем. Постоје сугестије да је мученик Крискент био ученик светог Николаја Чудотворца.

## Биографија
По његовом Житију потицао је из племићке породице и живео је у Миру у Ликији. На путу до паганског храма, Крискент је угледао гомилу, почео је да их убеђује да се одрекну паганства и прихвате хришћанство. Сазнавши за то, управник града се разбеснео. Током саслушања, Крискент је упитан о породици и пореклу, али светитељ, не желећи да прави невоље својој породици, није рекао ништа осим да је хришћанин и да верује у Јединог хришћанског Бога. Владар је познавао његовог оца и, желећи да му угоди, саветовао је светог Крискента да принесе жртву идолима, али да у души остане хришћанин и верује у хришћанског Бога. Свети мученик је то одбио речима: „Немогуће је да тело чини нешто друго осим онога што душа мисли, јер душа управља и покреће тело”.

## Патња
Главни извори указују на то да је Крискент, уз Божију помоћ, претрпео најтежа мучења. Тукли су га крупним камењем, стругали га гвозденим зубима, да би се одрекао Христа. Након што су се мучитељи уверили у његову упорност, спалили су га.